# Transport de marchandises
 (juin 2024).

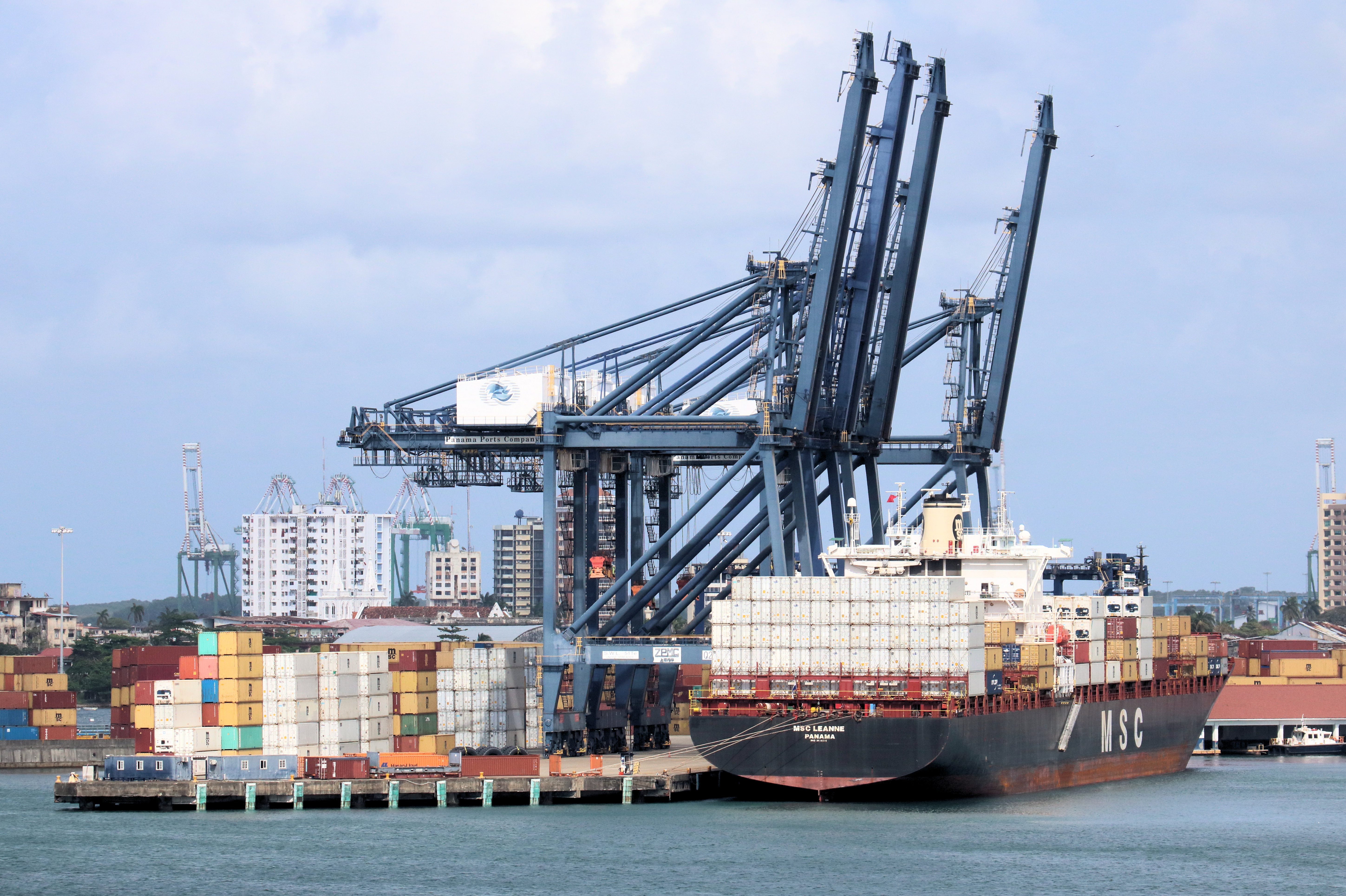
Cargo porte-conteneurs, MSC Leanne, à Colon, janvier 2016.

Le transport de marchandises, ou transport de fret, est une activité économique de transport de cargaison (fret).
La personne physique ou morale qui transporte des marchandises, appelée transporteur de marchandises, utilise des moyens de transport (automobiles, véhicules utilitaires légers, camions, trains, vélo cargos, aéronefs, navires, etc.) et des infrastructures.
Celles-ci sont constituées :
- des voies de communication (routes, voies ferrées, canaux, fleuves, etc.) qui définissent le mode de transport :
  - soit terrestre : transport routier et transport ferroviaire ;
  - soit maritime ;
  - soit par voie d'eau intérieure (transport fluvial ou par canaux) ;
  - soit aérospatial (transport aérien et transport spatial) ;
  - soit combiné, ou multimodal ou plus modal ;
- d'aménagements (parkings, ports, aéroports, etc.) destinés à transborder les marchandises ou les véhicules, à maintenir les véhicules ou à les parquer, à héberger les conducteurs des véhicules ;
- et d'ouvrages d'art, destinés à franchir des obstacles naturels (ponts, viaducs, tunnels, écluses, etc.).

## Historique et importance
Le transport de marchandises fut à l'origine même du commerce, lui-même progressivement un facteur important de l'évolution des grandes civilisations.
Il joue depuis lors un rôle économique dont l'importance continue de croître. Par exemple au XXe siècle, le développement de l'aviation, celui du camionnage et des autoroutes et l'invention du container et de la palette de manutention ont donné une nouvelle impulsion au transport de marchandises et l'ont placé au cœur de la mondialisation économique.
De nos jours, de nouvelles liaisons se développent. Par exemple, la Chine ambitionne un commerce ferroviaire sur les Liaisons de transport Europe-Asie d'un montant d'un milliard d'euros pour l'année 2014. De même, sur le continent africain cette fois-ci, Vincent Bolloré a démarré dès 2014 son ambitieux projet de boucle ferroviaire, qui reliera cinq pays de l'Afrique de l'Ouest (Bénin, Niger, Burkina Faso, Côte d'Ivoire et Togo) au moyen d'un investissement de 2,5 milliards d'euros.

## Réglementation

### Le contrat de transport de marchandises
Le contrat de transport de marchandises est un contrat commercial. Il est matérialisé par un document dénommé différemment selon le mode de transport :
- en transport routier de marchandises et en transport ferroviaire, le document se nomme légalement lettre de voiture (anciennement ou usuellement récépissé de livraison, bon de transport, etc.) ;
- en transport aérien de marchandises, le document se nomme lettre de transports aérien (LTA) ;
- en transport maritime de marchandises, le document se nomme connaissement maritime (voir : contrat de transport maritime).

Le contrat de transport de marchandises mentionne généralement ce qui est transporté (catégorie de marchandises, poids, volumes), les lieux de chargement et de déchargement, le nom du transporteur et celui du commissionnaire de transport, des mentions concernant la dangerosité, les sommes à encaisser, des instructions particulières de livraison, les International commercial terms, etc.

### Le type du transport
Selon l'appartenance des moyens de transport (véhicule, conducteur), le type du transport de marchandises est différent. Le transport de marchandises est dénommé :
- Transport pour compte propre, en mettant en place ses propres moyens, constitués d'un véhicule et d'un conducteur, même loués en exclusivité, pour transporter ses propres marchandises, ou des marchandises dont on a la garde, à condition que le transport ne soit qu'un accessoire ou un complément à l'activité principale portant sur les dites marchandises (transformation, par exemple).
- Transport pour compte d'autrui ou transport public (qu'il ne faut pas confondre avec transport en commun), en mettant en place ses propres moyens, ou des moyens sous-traités, pour transporter les marchandises d'autrui.

### Les intervenants extérieurs et intermédiaires
Le transport de marchandises mobilise des intervenants spécialisés, généralement commerçants :
- Les commissionnaire de transport, dont le rôle est de mettre en œuvre les transporteurs, moyennant le règlement d'une commission. En transport routier, le commissionnaire de transport peut sous-traiter (pour plus de 15 % de son chiffre d'affaires) le transport qui lui est confié.
- Les transitaires ou agents chargés d'effectuer les opérations de mise sous douane ou de dédouanement, c’est-à-dire des déclarations de douane pour le compte d'autrui, éventuellement des déclarations complémentaires particulières, pour le compte des expéditeurs, des transporteurs, des commissionnaires ou des destinataires.
- Les intermédiaires transparents : agents commerciaux ou mandataires du client. Le mandataire représente le client auprès du transporteur ou du commissionnaire de transport pour passer un ordre de transport de marchandises. Le mandataire perçoit une commission de mandat du client. Certains intermédiaires opèrent directement sur Internet grâce au développement du e-shipping.

## Intégration du transport de marchandises dans la chaîne logistique

### Bourse de fret
Une bourse de fret permet à divers acteurs du transport routier de marchandises de trouver et / ou de fournir des missions d'acheminement de biens pour le compte d'autrui. L'avantage de ce système réside dans la facilité de recherche et de communication (via téléphone, fax, SMS, minitel, internet, etc.) rendant possible une réduction substantielle des trajets à vide pour les camions, ainsi qu'une baisse des temps d'attente des conducteurs qui sont, à l'heure actuelle, pratiquement dispensés de cette fonction.

## Données chiffrées
- Transports intérieur (France)

Le site Données et Statistiques du ministère de l'Écologie, du Développement durable et de l'Énergie fournit des données chiffrées sur les activités du transport de marchandises,.
| Années                                | 2001      | 2002      | 2003      | 2004      | 2005      | 2009      | 2010      | 2011      | 2012      | 2013      | 2014      |
| Milliers de tonnes transportées (fer) | 80 910    | 82 825    | 78 261    | 74 242    | 65 769    | 63 064    | 66 124    | 70 072    | 59 951    | 60 369    | 57 754    |
| Voie navigable                        | 24 775    | 26 527    | 27 230    | 27 500    | 28 936    | 30 006    | 30 330    | 30 743    | 29 771    | 28 913    | 28 249    |
| Route compte d'autrui                 | 1 133 003 | 1 129 152 | 1 115 750 | 1 200 249 | 1 212 448 | 1 156 983 | 1 190 572 | 1 223 009 | 1 150 007 | 1 124 172 | 1 057 712 |
| Route compte propre                   | 783 301   | 839 199   | 798 392   | 806 475   | 784 915   | 734 926   | 774 273   | 819 590   | 813 141   | 830 975   | 813 664   |
| Total                                 | 2 021 989 | 2 077 703 | 2 019 633 | 2 108 466 | 2 092 068 | 1 984 979 | 2 061 299 | 2 143 414 | 2 052 869 | 2 044 429 | 1 957 380 |